# António Capela
António Capela (ur. 1932 w Portugalii) – współczesny lutnik portugalski. 
Jego skrzypce zdobyły pierwsze nagrody na dwóch konkursach w Cremonie w latach 1965 oraz 1969. W Polsce został laureatem II nagrody (pierwszej nie przyznano) III Międzynarodowego Konkursu Lutniczego im. Henryka Wieniawskiego w Poznaniu 1967. Wspólnie z ojcem, (także lutnik) Domingosem Capela, zdobył wszystkie nagrody główne w IV edycji tego samego konkursu w 1972 roku. Ma swoją pracownię w miejscowości Anta.